# Khadim Bâ
Pour les articles homonymes, voir Ba (nom de famille).

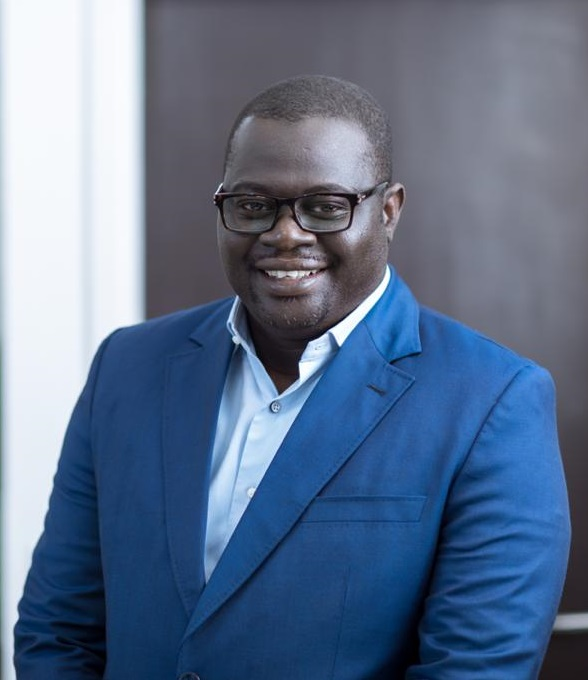
Khadim Bâ en 2020.

Khadim Bâ, né le 9 avril 1983 à Dakar au Sénégal, est un homme d'affaires sénégalais connu pour ses fonctions au poste de Directeur Général au sein de l'entreprise Ouest-Africaine de crédit-bail Locafrique depuis 2010,,.
Il est aussi connu pour avoir joué un rôle crucial en tant qu'investisseur au sein de la Société Africaine de Raffinage (SAR) en 2017,.Il est également un des investisseurs initiaux du Consortium West Africa Energy qui construit la plus grande centrale électrique de l'Afrique de l'Ouest

## Biographie

### Jeunesse et études
Né le 9 avril 1983 à Dakar, Khadim Bâ est marié et père de 4 enfants.
Diplômé en Administration des Affaires à Paris, il poursuit ses études à Montréal au Canada, où il se spécialise durant quatre ans en gestion des Hydrocarbures, et obtient le diplôme de Bachelor en Administration des Affaires.

### Début de carrière
En 2004, il commence sa carrière dans une société sénégalaise de transformation (Sosestra) au service Achat de la Fonderie. Il œuvre ensuite au sein de la BMW AG Bank, au service de financement des importateurs. Par la suite, il intègre l’HEC Montréal en tant que stagiaire dans le service de Energy Management Development Program (EMDP). Durant cette même année, en tant que responsable audit et réviseur comptable, il travaillera brièvement au sein au Cabinet Mayoro Wade.
En septembre 2006, il devient le directeur Général Adjoint de Carrefour Automobile, spécialisée en vente de véhicules de luxe à Dakar.

### Locafrique & ses investissements
En juillet 2010, il rachète l’entreprise Locafrique. Khadim Bâ devient le Directeur Général de la Compagnie Ouest Africaine de Crédit-Bail (Locafrique) cette même année,.
En 2013, Il noue un partenariat sur dix ans avec l’initiative « Feed the future » de l’Agence des États-Unis pour le développement international (U.S. Agency for International Development), dans le secteur de l’agriculture au Sénégal. Près de 12 milliards de FCfa d’investissements seront mobilisés au profit de producteurs, principalement dans la vallée du fleuve Sénégal.
Depuis 2015, Khadim Bâ participe à hauteur de 20 milliards de FCfa, au financement des campagnes d’achat de graines de la Sonacos.
En août 2017, Khadim Bâ est entré dans le capital de la SAR (Société Africaine de Raffinage), le plus ancien raffineur d’Afrique de l’Ouest, créé en 1963. Il rachète 34 % du capital au groupe saoudien Bin Laden group.
En début avril 2021, Khadim Bâ conclut une nouvelle participation financière pour l’Hôpital international de Dakar. Le projet consiste à doter le Sénégal et la sous-région d’un hôpital privé de haut niveau inexistant dans l’offre sanitaire sénégalaise, et répondant à des normes de qualités internationales.
En fin avril 2021, aux côtés de WAC Advisors (West Africa Capital Advisors) et de la SIRN (Société des Infrastructures de Réparation Navale), Khadim Bâ signe un protocole d’accord sur le financement des infrastructures du secteur halieutique. Sur les 10 prochaines années, il ambitionne de transformer durablement l’ensemble de la filière pêche, notamment par le remplacement des pirogues de bois par des pirogues en fibre de verre, au renforcement du positionnement du Sénégal dans le sous-secteur de la réparation navale et à la réalisation de ports de pêche abritant, entre autres, des unités de transformation.

### Actions Philanthropiques
En mars 2020, Khadim Bâ participe à hauteur de 10 millions de FCfa, à la lutte contre la Covid-19,
En octobre 2020, Khadim bâ participe au Webinaire de l’Union Africaine. Lors de ce sommet, il s’engage à appuyer ce fonds à hauteur de 500 000 dollars (250 millions de CFA) destinés aux populations sénégalaises, avec la distribution aux personnes nécessiteuses de vivres et d’appuis en numéraire pour un montant de 1,5 million de dollars (750 millions de CFA) supplémentaires.
En mars 2021, Khadim Bâ a reçu une mention spéciale des Forces armées grâce à son financement pour le centre « Keur jaambar Yi ». Destiné à venir en aide aux mutilés de guerre et invalides, ce financement va permettre de rénover l’équipement du centre socio médical.
En avril 2021, sous l’impulsion de son directeur général, une délégation de Locafrique est venue rendre visite aux gestionnaires de l’hôpital Philippe Maguilène Senghor de Yoff. Cette visite a permis à l’hôpital de bénéficier d’une donation, regroupant du mobilier de bureau, du matériel médical et informatique.
En décembre 2021, Khadim Bâ organise l’action humanitaire du docteur Michael K. Obeng (en), célèbre chirurgien plasticien, et de son association R.E.S.T.O.R.E pour soigner une centaine de patients Sénégalais, souffrant de pathologies très spécifiques d’ordre gynécologique, cardiologique, orthopédique, etc, n’ayant pas accès aux soins, répartie sur l’ensemble du territoire.